# International Journal of Impotence Research
IJIR: Your Sexual Medicine Journal è una rivista medica bimestrale sottoposta a revisione paritaria, che tratta dello studio della disfunzione sessuale. È stata fondata nel 1989 ed è pubblicata dalla Springer Nature.
Il caporedattore è Ege Can Serefoglu.
Secondo il Journal Citation Reports, nel 2021 l'IJIR ha ricevuto un fattore di impatto pari a 2,408, collocandosi al 43º posto su 90 riviste nella categoria "Urologia e nefrologia". Al 2025 ha avuto un indice H pari a 93.